# Litteraturåret 1952

## Händelser
- Tidigt detta år ger Frank O'Hara ut sin första diktsamling, A City Winter and Other Poems. Detta sker på ett förlag som också är ett konstgalleri, nämligen det ganska nyöppnade Tibor de Nagy Gallery på Manhattan. En annan centralgestalt inom den litterära New York-skolan, John Ashbery, debuterade året efter med en samling utgiven på samma lilla förlag.
- Paul Andersson debuterar med Ode till okänd konstellation i en mindre stencilerad upplaga på Metamorfos förlag.

## Priser och utmärkelser
- Nobelpriset – François Mauriac, Frankrike[1]
- ABF:s litteratur- & konststipendium – Birger Norman
- Bellmanpriset – Erik Blomberg
- BMF-plaketten – Ivar Lo-Johansson för Analfabeten
- Carnegiemedaljen – Mary Norton
- De Nios Stora Pris – Irja Browallius
- Doblougska priset – Sten Selander, Sverige och Tore Ørjasæter, Norge
- Eckersteinska litteraturpriset – Sune Stigsjöö
- Gustaf Frödings stipendium – Gunnar Ekelöf
- Letterstedtska priset för översättningar – Bertil Malmberg för sina tolkningar av utländsk lyrik i Idealet och livet
- Svenska Dagbladets litteraturpris – Ulla Isaksson, Bertil Schütt, Ragnar Thoursie, Sandro Key-Åberg och Tove Jansson
- Tidningen Vi:s litteraturpris – Walter Ljungquist, Folke Dahlberg, Karl Rune Nordkvist och Åke Holmberg
- Tollanderska priset – Göran Schildt
- Övralidspriset – Staffan Björck

## Nya böcker

### A – G
- Bara roligt i Bullerbyn av Astrid Lindgren[2]
- Barnabok av Lars Gyllensten
- Besuch auf Godenholm av Ernst Jünger
- Boken om Pippi Långstrump av Astrid Lindgren[3]
- Brev och dikter av Harriet Löwenhjelm (postumt)
- Den gamle och havet av Ernest Hemingway
- Du är den enda av Moa Martinson
- Dödsmask och lustgård av Hjalmar Gullberg
- Fromma mord av Lars Ahlin
- Gerpla, en kämpasaga av Halldór Laxness
- Guillaume Apollinaire i urval av Ebbe Linde

### H – N
- Hur gick det sen? Boken om Mymlan, Mumintrollet och Lilla My av Tove Jansson
- I morgon är en skälm (Petreussviten) av Gustaf Hellström
- Invandrarna av Vilhelm Moberg
- Isskåpet av Elsa Grave
- Johan Vallareman och andra sagor av Jan Fridegård
- Johannes Angelos av Mika Waltari
- Kati på Kaptensgatan av Astrid Lindgren[2]
- Kistebrev av Emil Hagström
- Kitty som detektiv - klockmysteriet av Carolyn Keene (första Kitty-boken i Sverige).
- Kung Caspian och skeppet Gryningen av C.S. Lewis
- Kvinnohuset av Ulla Isaksson
- Litania av Werner Aspenström
- Mästaren Ma av Willy Kyrklund
- Möten i skymningen av Per Anders Fogelström
- Något måste gro.... av Folke Fridell

### O – U
- Palmvindrinkaren av Amos Tutuola
- Porten kallas trång av Jan Fridegård
- Prosa av Vilhelm Ekelund (postumt)
- Påfågeln av Elsa Grave
- Sanningslandet av Stina Aronson
- Snöskottning i paradiset av Gustav Hedenvind-Eriksson
- Stunder av Bo Bergman
- Syndfull skapelse av Folke Fridell och A Gunnar Bergman
- Umkreisung av Rainer Maria Gerhardt

### V – Ö
- Vattenträd av Sandro Key-Åberg
- Öster om Eden av John Steinbeck

## Födda
- 11 januari – Diana Gabaldon, amerikansk författare.
- 12 januari – Yngve Ryd, svensk författare.
- 19 januari – Leif Salmén, finlandssvensk journalist och författare.
- 22 januari – Roger Vitrac, fransk dramatiker och poet.
- 31 januari – Anne-Marie Berglund, svensk författare, poet och dramatiker.
- 15 februari – Eva F. Dahlgren, svensk författare och journalist.
- 15 februari – Eva Lindström, svensk illustratör och författare.
- 11 mars – Douglas Adams, brittisk författare.
- 15 mars – Willy Puchner, österrikisk fotograf, konstnär, tecknare och författare.
- 23 mars – Kim Stanley Robinson, amerikansk science fiction-författare.
- 29 april – David Icke, brittisk fotbollsspelare, reporter, sportkommentator, politiker, författare och konspirationsteoretiker.
- 20 maj – Torgny Karnstedt, svensk författare och förläggare.
- 29 maj – Pia Tafdrup, dansk författare och medlem av Danska akademien.
- 7 juni – Orhan Pamuk, turkisk författare och journalist, nobelpristagare 2006.
- 11 juli – Hans-Gunnar Axberger, svensk författare och jurist.
- 24 juli – Carsten Jensen, dansk författare och journalist.
- 8 augusti – Jostein Gaarder, norsk författare och manusförfattare.
- 1 oktober – Anders Larsson, svensk författare och skådespelare.
- 19 oktober – Stig Dalager, dansk författare, poet och dramatiker.

## Avlidna
- 19 februari – Knut Hamsun, 92, norsk författare, nobelpristagare 1920.
- 8 juni – Vilho Helanen, 52, finsk ämbetsman, politiker och författare av kriminalromaner
- 9 oktober – Guido Valentin, 56, svensk journalist, redaktör, tidningsman, författare och manusförfattare.
- 18 november – Paul Éluard, 56, fransk poet.
- 26 november – Sven Hedin, 87, svensk forskningsresande och författare.
- 16 december – Ernst Norlind, 75, svensk konstnär och författare.

### Fotnoter
1. ↑  ”Nobelpriset i litteratur”. https://www.nobelprize.org/prizes/lists/all-nobel-prizes-in-literature/. Läst 20 mars 2011.
2. 1 2  ”Astrid Lindgren”. http://www.astridlindgren.se/verken/bocker/textbocker. Läst 21 mars 2011.
3. ↑  ”Astrid Lindgren”. http://www.astridlindgren.se/verken/bocker/samlingsvolymer. Läst 21 mars 2011.